# Scinax curicica
A Scinax curicica a kétéltűek (Amphibia) osztályának békák (Anura) rendjébe és a levelibéka-félék (Hylidae) családjába tartozó faj.

## Előfordulása
A faj Brazília endemikus faja. Természetes szubtrópusi a szubtrópusi vagy trópusi magashegyi rétek, időszakos folyók, időszakos édesvizű mocsarak.